# Center Hill
Center Hill is een plaats (city) in de Amerikaanse staat Florida, en valt bestuurlijk gezien onder Sumter County.

## Demografie
Bij de volkstelling in 2000 werd het aantal inwoners vastgesteld op 910.
In 2006 is het aantal inwoners door het United States Census Bureau geschat op 996, een stijging van 86 (9,5%).

## Geografie
Volgens het United States Census Bureau beslaat de plaats een oppervlakte van
4,5 km², waarvan 4,4 km² land en 0,1 km² water. Center Hill ligt op ongeveer 26 m boven zeeniveau.

## Plaatsen in de nabije omgeving
De onderstaande figuur toont nabijgelegen plaatsen in een straal van 24 km rond Center Hill.